# Apartheid

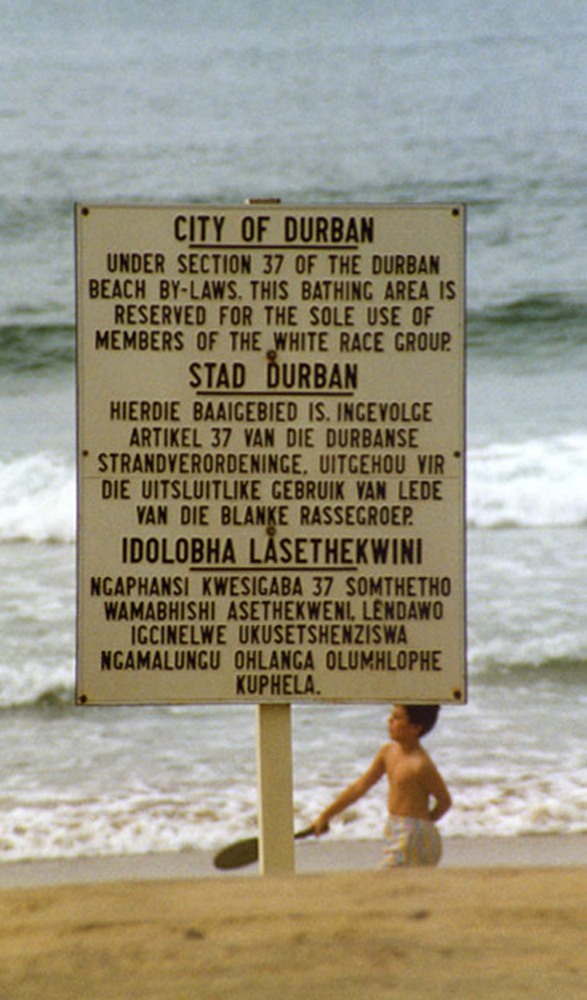
Afiș pe o plajă din Durban interzicând accesul negrilor.

Apartheidul (care în limba afrikaans înseamnă separare) este un sistem social, politic și economic rasist impus de guvernele minorității albe din Africa de Sud de-a lungul secolului XX. Apartheidul prevedea segregarea raselor (locuirea separată) iar majorității negre i se interzicea, printre altele, dreptul la vot și libera circulație. În sens larg, apartheidul desemnează politica de separare a comunităților etnice sau rasiale diferite. Apartheidul a fost frecvent pus în practică în istoria modernă. Termenul însă se referă la cazul sud-african.
Istoria apartheidului acoperă perioada cuprinsă între anii 1948, când a fost creat, până în 1990-1994, când s-au organizat primele alegeri libere. Apartheidul este tema centrală în jurul căreia s-a petrecut istoria Africii de Sud n perioada de după Al Doilea Război Mondial.

## Sistemul
Apartheidul era practicat în Africa de Sud de mulți ani, dar abia în 1948 a luat o formă juridică, fiind susținut de legi. La alegerile din 1948, Partidul Naționalist a câștigat alegerile într-o coaliție cu Partidul Afrikaans, condus de pastorul Protestant Daniel François Malan.
La puțin timp după aceasta s-a hotărât ca fiecare individ să aibă drepturi conform rasei sale. O lege promulgată în 1950 rezerva anumite districte din orașe unde doar albii puteau să fie proprietari, forțându-i pe cei care nu erau albi să migreze. Legile au stabilit zone separate, cum ar fi plaje, autobuze, spitale, școli și chiar bănci în parcurile publice. Negrii și persoanele de altă culoare trebuiau să poarte documente de identitate în orice moment și nu le era permis să rămână în alte orașe sau chiar să intre în acestea fără un permis special.

### Statele negre
Conform apărătorilor apartheidului, discriminarea negrilor era bazată legal pe faptul că aceștia nu erau cetățeni sud-africani, ci doar cetățeni ai altor state independente, create cu scopul de a „găzdui” persoane negre. S-au creat zece state autonome pentru a primi negrii care constituiau 80% din populație. Acestei populații i s-a retras cetățenia sud-africană și erau considerați a fi în tranzit, sau ca fiind persoane ce stau temporar în țară și care au pătruns în țară cu pașaport fără viză. În timpul anilor '60, '70 și '80, guvernul a forțat populația neagră să se stabilească în statele care erau create pentru ei. Un total de 3 milioane și jumătate de locuitori s-au văzut obligați să se deplaseze către acele zone.
Cel mai mediatizat caz a fost cel de la Johannesburg, unde 60.000 de locuitori negri au fost reașezați într-o zonă numită Soweto. Alt caz a fost cel de la Sophiatown, un loc multirasial, unde negrilor li se permitea să dețină pământ. Totuși, creșterea populației și a zonei industriale din Johannesburg, transforma această zonă într-un loc strategic. În februarie 1955, cei 50.000 de locuitori negri din zonă au fost evacuați cu forța, fiind mutați într-o zonă numită Meadowlands, actualmente anexă a Soweto. Sophiatown a fost distrusă total de buldozere și, pe locul ei, a fost construită o nouă zonă urbană numită Triomf pentru populația albă.

### Albi, negri, indieni și metiși
Populația era clasificată în patru grupuri. Cei de culoare (în afrikaans „kleurlingen”) erau metișii care proveneau din amestecarea populațiilor Bantú și Khosian cu descendenți europeni. Era foarte dificil de hotărât cine era metis.
Și metișii au fost discriminați și obligați să se mute în zone speciale, uneori abandonându-și casele și pământurile care le aparțineau din generație în generație. Chiar dacă aveau mai multe drepturi decât negrii, ei au jucat un rol important în lupta contra apartheidului. La fel ca și negrii, nu aveau drept de vot. În 1983 o reformă a Constituției le-a permis celor de culoare și indienilor (aceștia din urmă fiind originari din India și Pakistan) să participe la niște alegeri separate pentru a forma un parlament de culoare, subordonat parlamentului albilor. Teoria apartheidului era că cei de culoare erau cetățeni sud-africani cu drepturi limitate, în timp ce negrii erau cetățenii unuia dintre cele 10 state create special pentru ei.

## Rezistența
Intensificarea discriminării a determinat Congresul Național African (CNA), format din persoane negre, să dezvolte un plan de rezistență care includea nesupunere civică și marșuri de protest. În 1955 la un congres ținut la Kliptown, lângă Johannesburg, un număr de organizații incluzând CNA și Congresul Indian a format o coaliție prin adoptarea unei Proclamații pentru Libertate, care avea în vedere crearea unui stat în care să fie eliminată discriminarea rasială.
În 1959, un grup al CNA a decis să iasă din rândurile partidului pentru a forma un partid mai radical, pe care l-a numit Partidul Congresului African (PCA). Principalul obiectiv al noului partid era acela de a organiza un protest la nivel național împotriva legilor discriminatorii. La data de 21 martie 1960 un grup s-a adunat în Sharpeville, un sat aproape de Vereening, pentru a protesta împotriva legii prin care negrii trebuiau să poarte asupra lor acte de identitate (în special pașapoarte). Numărul participanților nu este cunoscut. Cert este că poliția a deschis focul împotriva mulțimii, ucigând 69 de persoane și rănind alte 186. Toate victimele erau negri și majoriotatea au fost împușcați în spate. Imediat după aceea, CNA și PCA au fost interzise ca partide politice.
Acest eveniment a avut o semnificație importantă; dintr-un protest pașnic s-a transformat într-unul violent; totuși, partidele politice interzise nu erau o amenințare reală pentru guvern, deoarece nu dețineau arme.
Protestele au ajuns la un punct în care, în 1963, primul ministru Hendrik Frensch Verwoerd a declarat stare de urgență, permițând reținerea persoanelor fără ordin judiciar. Peste 18.000 de manifestanți au fost arestați, inclusiv majoritatea reprezentanților CNA și PCA. Protestele au luat forma unor sabotaje cu ajutorul aripilor armate ale partidelor respective. În iulie 1963, mai mulți șefi politici au fost arestați, printre ei numărându-se și Nelson Mandela. La procesul din Rivonia din iunie 1964, Mandela și alți șapte politicieni au fost condamnați la închisoare pe viață pentru trădare.
Declarația lui Mandela la un proces a devenit faimoasă: „Am luptat cu dominația albilor și cu dominația negrilor. Am dorit o democrație ideală și o societate liberă în care toate persoanele să trăiască în armonie și cu egalitate de șanse. E un ideal cu care vreau să trăiesc și să reușesc. Dar dacă este necesar, este un ideal pentru care sunt dispus să mor.”
Procesul a fost condamnat de către Națiunile Unite și a fost un element foarte important pentru implementarea de sancțiuni regimului din Africa de Sud. Cu partidele negrilor proscrise și conducătorii acestora în închisoare, Africa de Sud a intrat în cea mai critică etapă din istoria sa. Aplicarea Apartheidului s-a intensificat. Prim-ministrul Verwoed a fost asasinat, dar succesorii săi, B. J. Vorster și Pieter Willen Botha au menținut această politică.

### Mișcarea Conștiinței Negre
În anii 1970 rezistența contra apartheidului s-a intensificat. La început s-a manifestat prin atacuri, iar mai târziu prin studenții conduși de Steve Biko. Biko, un student la medicină, a fost conducătorul principal al Mișcării Conștiinței Negre care lupta pentru eliberarea negrilor, fără violență.
În 1974 guvernul a emis o lege care obliga folosirea limbii afrikaans în toate școlile, inclusiv în cele ale negrilor. Această măsură a fost foarte nepopulară deoarece limba afrikaans era considerată ca fiind „o limbă a asupritorilor”. La data de 30 aprilie 1976 școlile din Soweto au declanșat o rebeliune. În 16 iunie 1976, elevii au organizat un marș care s-a încheiat într-un mod violent, 556 de copii murind din cauza gloanțelor trase de poliție, aceștia din urmă răspunzând cu focuri de armă pietrelor aruncate de manifestanți. Acest incident a reprezentat începutul unui val de violențe care s-a extins în toată Africa de Sud.
În septembrie 1977, Steve Biko a fost arestat. A fost bătut de poliție până când a intrat în comă, iar șase zile mai târziu a murit. Moartea sa a reprezentat un semnal de alarmă pe plan internațional. În urma unei sentințe judecătorești nimeni nu a plătit pentru această crimă, chiar dacă Societatea Medicală din Africa de Sud a afirmat că Biko a murit din cauza bătăii primite și a lipsei de îngrijiri medicale. Cazul Biko a fost redeschis în 1997. După aceste incidente Africa de Sud s-a schimbat radical. O nouă generație de tineri negri erau dispuși să lupte cu motto-ul „eliberare înainte de educare”.

### Rezistența albilor
Chiar dacă cea mai mare parte a albilor din Africa de Sud era de acord cu apartheidul, exista o importantă minoritate care se opunea. În 1980 Partidul Progresist condus de Helen Suzma a obținut 20% din sufragii. Acest partid se împotrivea apartheidului.

### Izolarea internațională
În 1960, după masacrul de la Sharpeville, Verwoerd a organizat un referendum prin care se solicita populației albe să se pronunțe pentru sau împotriva unirii cu Marea Britanie. Cu această ocazie, 52% dintre alegători au votat contra. Africa de Sud a devenit independentă de Marea Britanie, dar a continuat să facă parte din Commonwealth. Prezența ei în cadrul acestei organizații devenea din ce în ce mai dificilă deoarece statele africane și asiatice și-au intensificat presiunile pentru eliminarea Africii de Sud care s-a retras în cele din urmă din Commonwealth la data de 31 mai 1961, dată la care s-a proclamat republică.
În anul următor a început Războiul de la frontiera Africii de Sud, întâi între poliție și după aceea Forțele Armate ale Africii de Sud împotriva SWAPO, care acționa la început din Zambia, iar din 1975 din Angola. Armata sudafricană era de departe cea mai puternică din zonă și se putea impune în fața oricărui stat de pe continent; de aceea a hotărât să invadeze de mai multe ori cele două state care sprijineau SWAPO. Totuși, puternica susținere primită din partea Uniunii Sovietice, Cubei și într-o mai mică măsură Etiopiei au oprit înaintarea sudafricană și, în schimb, a dus la începerea unuia dintre cele mai mari războaie de pe Continentul Negru, și anume războiul civil din Angola.
În același timp a finanțat grupul insurgent RENAMO pentru a încerca să înlăture regimul comunist din Mozambic.
Politica apartheidului a promovat izolarea Africii de Sud pe plan internațional, fapt care a afectat sever economia și stabilitatea țării.
În anul 1993 Africa de Sud era unica țară din Africa neagră guvernată de minoritatea albă.